# Konkoa
Konkoa est une commune rurale située dans le département de Zecco de la province du Nahouri dans la région du Centre-Sud au Burkina Faso.

## Géographie
Situé à 2 km au nord de Zecco, le village de Konkoa s'étend sur 12 km2 – couvert par un paysage plat parsemé de quelques petites collines érodées – et est divisé en neuf quartiers : Assinga, Baganposongo, Bankaka, Gonka, Inobdogo, Kouka, Yssonré, Zonafo et Zouzongo. La commune est traversée par la route régionale 15 allant vers Pô au nord-est et le Ghana au sud.

## Démographie
| 1975  | 1985  | 2006  | 2012 |
| ----- | ----- | ----- | ---- |
| 1 138 | 1 089 | 1 575 | -    |

## Économie
L'économie de Konkoa est essentiellement basée sur la production agricole, l'élevage et les échanges commerciaux réalisés avec le Ghana.

## Santé et éducation
Le centre de soins le plus proche de Konkoa est le centre de santé et de promotion sociale (CSPS) de Zecco tandis que le centre médical (CMA) le plus proche se trouve à Pô.